# バスケットボール女子タイ王国代表
バスケットボール女子タイ王国代表（Thailand national Basketball team）は、タイバスケットボール連盟により国際大会に派遣されるタイ王国の女子バスケットボールナショナルチームである。
1972年アジア選手権で3位に入った（ただし出場5ヶ国）。1997年よりディビジョンIIからディビジョンIに昇格し、日本などと競っている。

## 過去の成績
- オリンピックの成績
  - 出場なし
- ワールドカップの成績
  - 出場なし
- FIBA女子アジアカップの成績
  - 3位：1972
- アジア競技大会の成績
  - 4位：1978
- 東南アジア選手権
  - 優勝4回
- 東南アジア競技大会
  - 優勝5回